# ジョン・ハーヴェイ・ケロッグ

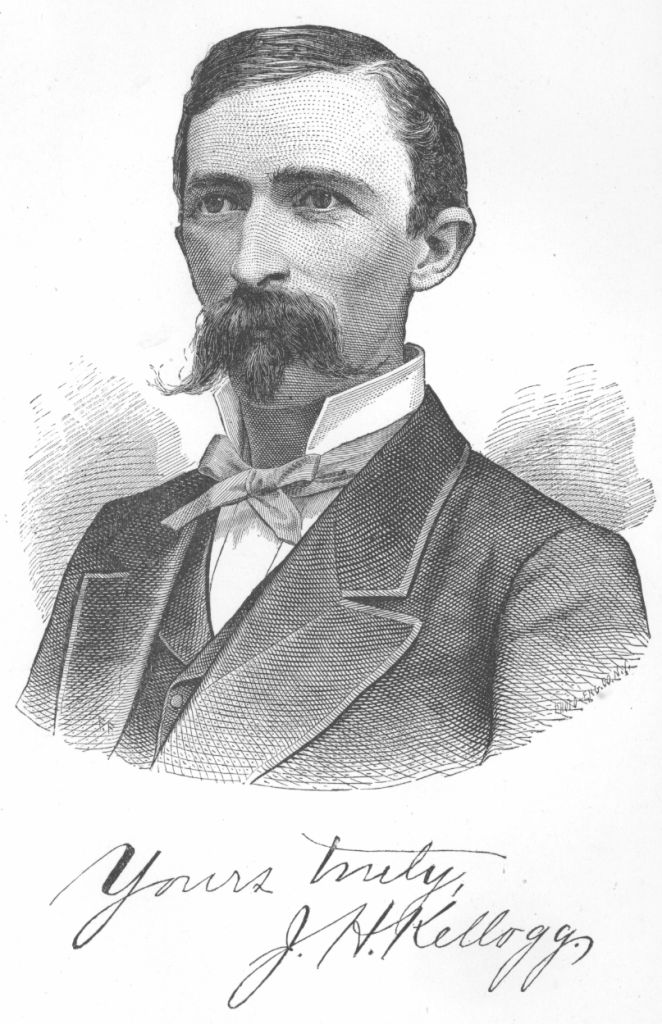
ジョン・ハーヴェイ・ケロッグ

ジョン・ハーヴェイ・ケロッグ（英語:John Harvey Kellogg, 1852年2月26日 - 1943年12月14日）は、アメリカの菜食主義のセブンスデー・アドベンチスト教会信者の医学博士。ケロッグ社の共同創始者。ケロッグ社初代社長ウィル・キース・ケロッグ（Will Keith Kellogg）の兄。

## 概要
ジョン・ハーヴェイ・ケロッグ博士はミシガン州バトルクリークのサナトリウムでホリスティック療法などの実践や健康食や健康器具などの開発販売を行い商業的に大成功を収めた。当時の健康ブームの火付け役ともなり、喫煙と肺癌の関係が一般的に取り沙汰される何年も前から喫煙の健康被害を警告していた。
日本では現在でもシリアル食品のケロッグとして名が知られ、博士はその生みの親である。シリアル食は自慰の禁止及び去勢を目的に作っていた病人食のパン生地を誤って乾燥させてしまい、それを患者に与えたところ患者たちの好評を得たことからコーンフレークとして販売するようになった。
実践されていた様々な健康器具や健康療法は書物などとして残されており、その珍妙な健康法やそれらに興じる人々の様子は実話を元にしたブラック・コメディ映画として、1994年に『ケロッグ博士（原題：The Road to Wellville）』、監督・脚本アラン・パーカー、主演アンソニー・ホプキンス により映画化がされた。
1922年に社名をケロッグ社とし「ケロッグ」はシリアル健康食品として爆発的に普及した。シリアルは健康食品としてアメリカの朝食の定番となり、更には世界各国にも広まっていった。1962年には日本法人も設立され、高度経済成長時代に健康朝食として大流行した。

## 略歴
1852年にミシガン州リビングストーン郡のタイロンで生まれた。1860年に家族とともにバトルクリークに引っ越し、父親は箒の製造工場を設立した。ジョンは町の出版社で印刷工の見習いになり、のちに地元の公立校（のちの東ミシガン大学）に進学、その後ニューヨークのベルヴュー病院内にあるニューヨーク大学と提携している医学校で学ぶ。
1875年に医学学位を取得し、1876年に、セブンスデー・アドベンチスト教会のサナトリウムの館長として就任し、呼吸法、食事法（ベジタリアン）、浣腸といった独特の健康法を提唱し、実践した。また禁欲主義からマスターベーションを禁忌し、性欲を抑えるさまざまな方法を説いた。菜食主義もそのひとつで、コーンフレークを健康食として開発・喧伝した。また、ピーナッツバターの発明者でもある。一緒に仕事をしていた弟のウィルはコーンフレークの製法の独占を主張したが、ジョンは自由に工場を見学させた（現在アメリカ有数の食品会社であるゼネラル・フーズの創業者もこの見学をきっかけにシリアル会社を興したと言われている）。1897年に弟とともにコーンフレーク会社を設立したが、砂糖の添加を巡って兄弟が対立し、1906年にウィルは独立する（のちのケロッグ社）。
植物が持つ自然の力に感銘し、そこに神を見いだしたジョンの考え方は、次第に教会から汎神論的であると見なされるようになり、1907年には除名された。
1879年に結婚したが、妻との間に子はなく、1920年に妻が亡くなるまで、42人の孤児を育てた。晩年はフロリダで別のサナトリウムを設立し、健康アドバイザーとして執筆活動などをして過ごした。1943年に91歳で死亡。

## ホリスティック療法
主な療法は電気コイル治療、高圧電気風呂、乗馬療法、喫煙の禁止、飲酒の禁止、セックスの禁止、子宮マッサージ治療、腸内洗浄、アークライトを利用した頭皮脱毛治療、アークライトを利用した光線耳治療、フットマッサージ器、マッサージベルト、博士考案器具による運動、紫外線ランプ歯科治療、熱気風呂、腰痛振動器具、などがある。これらのほとんどは医学的根拠はないものの、現在でも名を変え多くの健康サービス機関や医療機関などでも使用されている。

### 小説
- T.コラゲッサン・ボイル『ケロッグ博士（The Road to Wellville）』（1993年、邦訳：新潮文庫、ISBN 4102494014） - サナトリウムでの出来事をコミカルに描いたフィクション

### 映画
- 『ケロッグ博士（The Road to Wellville）』（1994年、アメリカ作品） - 上記小説の映画化。監督：アラン・パーカー、主演：アンソニー・ホプキンス